# F124發動機
F124發動機是TFE1042的美軍編號，即一款由TFE731發展而來的低涵道比軍用航空渦輪扇發動機；F125發動機是F124發動機的後燃型。2017年3月30日國際渦輪引擎公司/霍尼韋爾宣布F124和F125發動機達到100萬小時的運營里程碑。

## 開發
TFE731 Model 1042
1978年4月，美國蓋瑞與瑞典富豪航空發動機合作，有意取代通用电气J85和勞斯萊斯Viper等涡轮喷气发动机市場，將民用TFE731研改成軍用發動機、裝配富豪的後燃器，使用731核心的1042-5推力3630磅，採新高效能核心的1042-6擁有4260磅，以及後燃型1042-7為6796磅、軍推4134磅推力。之後定名TFE1042。
TFE1042
著眼JAS 39獅鷲戰鬥機、未來輕型攻擊機和高級教練機之商機，邀請義大利比雅久、中華民國航發中心合作生產；然而在JAS 39確定採單發引擎後、富豪退出並轉移後燃器技術給蓋瑞（之後認為該後燃器技術已落伍而重新設計），比雅久則因財務問題亦未加入，最終僅航發中心參予其中，與蓋瑞合組國際渦輪引擎公司。
1982年簽約，因應「自製防禦戰機」（Indigenous Defensive Fighter，IDF）的研發，航發中心提出需求，提升TFE1042-7推力至8340磅、軍推4825磅；由於修改幅度過大已是全新引擎，故賦予TFE1042-70編號。1985年10月，利用美国国务院僅規定海平面推力的漏洞下再度提升，在高度5000呎以上相當於海平面最大靜推力9600磅，為避免政治困擾仍沿襲原編號、該次提升前舊款以TFE1042-X70區別；直到1990年3月，國務院核准推力提升、方解除高度5000呎以下限制。
TFE1088
1983年3月，在ITEC第二次董事會報告TFE1042性能提升衍生型，一是TFE1088-11、海平面最大靜推力9600磅，另一為TFE1088-12、海平面最大靜推力12000磅。1985年底，應鷹揚計畫需求，TFE1042-70已採用TFE1088-11構型，推力從8350磅提升至9500磅。此外，為避免政治困擾，於1988年底編號TFE1088-12改成TFE1042-70A參與F-CK-1經國號戰鬥機推力提升，配合「推力提升引擎」（Increased Performance Engine，IPE）標案規格修改為TFE1042-70B（別稱TFE1042-IPE）、與同是紙上引擎的第二商源通用电气J101/SF競標；1992年8月，在法國宣布出售幻象2000、美國批准F-16戰機軍售後，經國號戰機減產兩個聯隊，該推力提升案也隨之中止。
織女星專案
中山科學研究院自2014年即訂定計畫「織女星專案」，著眼2020年後新一代戰機需求進行推進系統研發，但整體預算規模並不大、初期以評估為主，且於2016年中科院董事會審核通過，申請年度國防關鍵技術研發捐補助案，報國防部軍備局建案。由於TFE-1042-70發動機是中華民國出資擁有產權，「織女星」計劃以此為基礎研發。

## F124型號
| 型式       | 渦輪扇發動機 |
| 使用機種   | M-346教練機 L-159 ALCA T-BE5A高級教練機                                                                                                |
| 旁通比     | 0.45 |
| 軍用推力   | |
| 最大推力   | 6280 磅 / 28 kN |
| 風扇段     | 三級風扇 |
| 風扇壓縮比 | 2.5 |
| 壓縮器段   | 4級軸流式、1級離心器 |
| 燃燒室段   | 環形燃燒室 |
| 渦輪段     | 1級高壓軸流式渦輪、1級低壓軸流式渦輪                                                                                                   |
| 噴嘴段     | 可變面積噴嘴 |
| 重量       | 1050磅(521.6公斤) |
| SFC        | 壓縮比=19.4:1 旁通比=0.49:1 渦輪進口溫度=1,617 K（2,911 R；1,344 °C；2,451 °F） 燃料消耗率=0.81 lb/(lbf·h)（23 g/(kN·s)） 推重比=5.3:1 |

F124-GA-100
基本款，TEF1042-70無後燃型TEF1042-75，搭載在L-159 ALCA、X-45上。
F124-GA-200
F124-GA-100微調版；最大推力降低至6,250磅（27.80仟牛頓），發動機淨重減輕28磅（13公斤），使用全新附件齒輪箱，以及其他小的升級。搭載在M-346教練機上。近年來逐漸改稱F124-200。
F124-GA-400
最大推力6,300磅，將F124-GA-100移植至T-45蒼鷹教練機上的修改型，嘗試補強原推力不足問題，未獲採用。
F124-200TW
中華民國空軍T-BE5A高級教練機採用之發動機。即F124-GA-200臺灣型號，推力6,250磅。

## F125型號
| 型式       | 渦輪扇發動機                                                                                    |
| 使用機種   | F-CK-1經國號戰機(使用2具TFE-1042-70)                                                            |
| 旁通比     | 0.45                                                                                            |
| 軍用推力   | 6000 磅 / 26.8 kN                                                                               |
| 最大推力   | 9250 磅 / 41.8 kN                                                                               |
| 風扇段     | 三級風扇                                                                                        |
| 風扇壓縮比 | 2.5                                                                                             |
| 壓縮器段   | 4級軸流式、1級離心器                                                                            |
| 燃燒室段   | 環形燃燒室                                                                                      |
| 渦輪段     | 1級高壓軸流式渦輪、1級低壓軸流式渦輪                                                            |
| 噴嘴段     | 可變面積噴嘴                                                                                    |
| 重量       | 1360磅(616.89公斤)                                                                              |
| SFC        | 燃料消耗率 軍推：0.81(lb/lbf‧h)=2.29×10-5(kg/N‧S),(SSL) 最大：2.06(lb/lbf‧h)=5.835×10-5(kg/N‧S) |

F125-GA-100
即TFE1042-70，中華民國空軍F-CK-1經國號戰鬥機採用之發動機。漢翔版數據：淨重1360磅，軍用推力6025磅、最大推力9250磅。漢翔總共為空軍生產325個發動機。
F125IN
針對印度美洲豹攻擊機升級的方案；早期聲稱軍用推力6230磅、最大推力9850磅（43.8仟牛頓）。在2016年後漢威公司官網參數則下修為軍用推力5,760磅、後燃推力9,080磅
F125X
F125計畫增強版，預估最大推力12500磅（56仟牛頓）。
F125XX
F125計畫增強版，預估最大推力16400磅（73仟牛頓），無後燃型F124XX可達10800磅（48仟牛頓）。

## F124應用
- 波音X-45
- L-159 ALCA
- M-346教練機
- T-BE5A高級教練機

## F125應用
- F-CK-1經國號戰鬥機

## 延伸閲讀
- TFE1042: A New Low Bypass Ratio Engine（页面存档备份，存于）
- Gas Turbine Combustor Design Parameter Analysis for Soot Reduction Using CFD（页面存档备份，存于）
- . YouTube上的Honeywell頻道: Honeywell. 2014-02-02. （原始内容存档于2019-02-16）.
- . YouTube上的Honeywell Aviation頻道: Honeywell Aviation. 2016-02-11. （原始内容存档于2016-04-15）.

## 外部連結
- Honeywell Aerospace F124 page
- Honeywell Aerospace F125 page